# Рюмин, Дмитрий Сергеевич
Дмитрий Сергеевич Рюмин (род. 14 января 1981) — украинский футболист, выступавший на позиции защитника в запорожских футбольных клубах «Торпедо» и «Виктор».

## Биография
В составе запорожского «Торпедо» Дмитрий Рюмин дебютировал 16 мая 1997 года в возрасте 16 лет и 4 месяцев, что позволило ему долгое время быть среди самых молодых дебютантов высшей лиги чемпионата Украины за всю историю. В том же году в составе юношеской сборной он принял участие в чемпионате Европы среди юношей, который проходил в Германии.
Несмотря на ранний дебют, закрепиться в основе «Торпедо» Рюмину не удалось и он отправился в аренду в запорожский «Виктор» транзитом через любительский клуб «Далис» из Камышевахи. После вылета «автозаводцев» в первую лигу, юного защитника стали чаще привлекать к играм основы, однако он все равно довольствовался преимущественно выходами на замену в конце матча.
В декабре 1999 года Дмитрий покинул расположение «Торпедо» и присоединился к лагерю футзального клуба «Университет», вместе с которым стал бронзовым призёром соревнований первой лиги чемпионата Украины. Впоследствии на протяжении трёх сезонов защищал цвета любительского клуба «ЗАлК» (Запорожье), после чего завершил свою карьеру футболиста.

## Достижения
- Бронзовый призёр первой лиги чемпионата Украины по футзалу (1): 1999/00